# Sliven
Sliven es la octava ciudad más grande en Bulgaria y el centro administrativo e industrial de la provincia de Sliven. Sliven es famosa por los haiduques búlgaros que lucharon contra los turcos otomanos en el siglo XIX y es conocida como la «Ciudad de los 100 voivodi».
El famoso macizo rocoso Sinite Kamani, y el parque nacional asociado, el aire fresco y los manantiales de aguas minerales ofrecen diversas oportunidades para el turismo. Los inversores están explorando la oportunidad de utilizar el famoso viento local (Bora) para la producción de electricidad.
Durante el tiempo de la dominación otomana, los oficiales turcos colgaron a los revolucionarios búlgaros en un árbol en especial. En los tiempos modernos, la ciudad está haciendo todo lo posible para mantener el árbol vivo con la adición de cemento en la base.

## Historia
Los restos de los asentamientos más antiguos en el territorio de Sliven se remontan a alrededor del 6000 a. C. del Neolítico. En el área de Hisarlaka, una pequeña colina en Sliven, se han descubierto ruinas de un asentamiento tracio que data de alrededor de los siglos V y III a. C., así como la cerámica tracia y las monedas helenísticas. En la antigüedad se conocía como Selymnos (Σήλυμνος en griego). El área ocupada por Sliven actual ha sido colonizada en el pasado por las tribus tracias Asti, Kabileti y Seleti. Estas tribus mantuvieron su independencia hasta la época de Filipo II de Macedonia y Alejandro Magno que las conquistó.
El siglo II a. C. marcó el comienzo de las conquistas romanas del noreste de Tracia. Sliven fue conquistada por Roma alrededor del 72-71 a. C. cuando se conquistaron las ciudades tracias de Cábile y más tarde griegas de Cábile y Apolonia. Con el surgimiento del Imperio romano, la región de la ciudad se convirtió en parte de la provincia tracia del Imperio romano.
Una nueva etapa en la historia de la ciudad comenzó alrededor de los siglos II-IV. Los primeros registros escritos del nombre del asentamiento, Tuida/Suida/Tsuida, datan de este período. Este nombre es muy probablemente de origen tracio. Su etimología no se entiende actualmente. Conocido como "İslimye" por los turcos, durante el dominio otomano fue un centro sanjak en el primer eyalet Rumelia, luego el eyalet Silistre (Özi), Edirne vilayet, que finalmente fue durante un corto período un centro de un departamento en la provincia autónoma de Rumelia Oriental antes de su inclusión en el Principado de Bulgaria en 1885. Durante la Primera Guerra Mundial fue el sitio del campo de prisioneros de guerra Sliven, el campo más grande de este tipo en el país. Fue el lugar de internamiento para civiles y soldados griegos y serbios, con un número máximo de 19 000 militares.

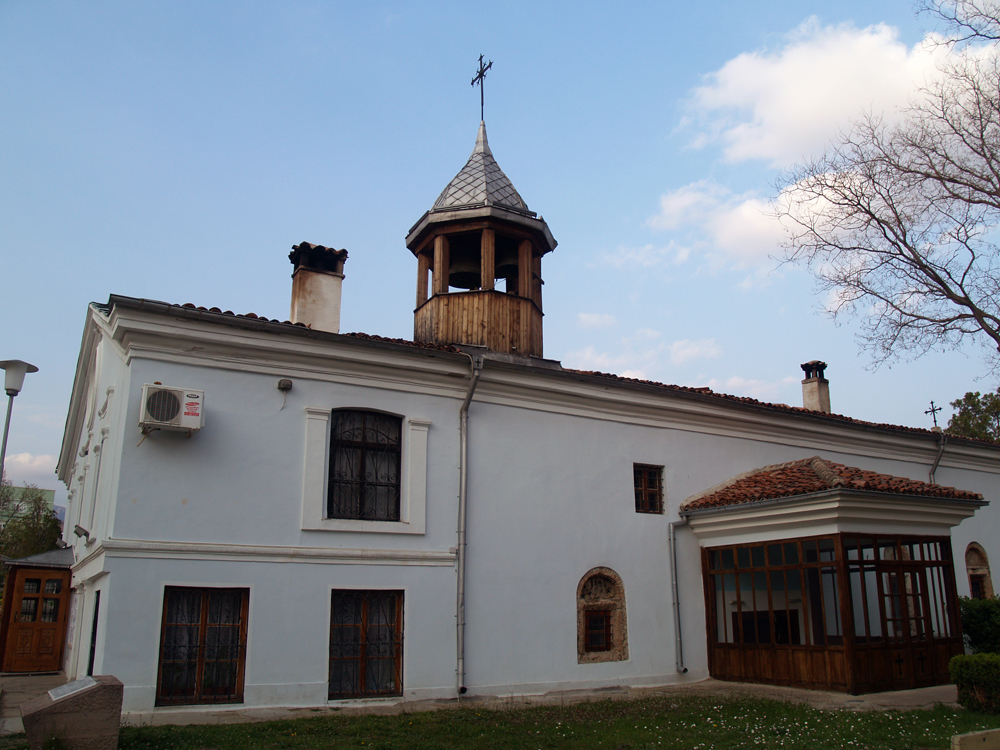
La iglesia de San Demetrio, construida en 1831.

En tiempos más modernos, Sliven se convirtió en uno de los centros culturales más importantes durante el renacimiento nacional búlgaro, con gran parte de su antiguo patrimonio aún conservado y enriquecido y hoy ofrece a sus ciudadanos y visitantes muchas oportunidades para la vida cultural. Sirvió como el lugar de nacimiento de muchos búlgaros prominentes que contribuyeron a la iluminación, como Hadzhi Dimitar, Dobri Chintulov, Evgeniy Chapkanov, Ivan Seliminski y muchos otros. Otro nativo notable es Anton Pann, quien compuso el himno nacional rumano. Otro residente notable es Yordan Letchkov, cuyo objetivo en la Copa Mundial de 1994 eliminó al campeón defensor Alemania. Letchkov fue alcalde de Sliven de 2003 a 2011.

## Geografía
Sliven está ubicada a 300 kilómetros al este de la capital de Bulgaria, Sofía, a 100 kilómetros de Burgas, el puerto más grande del país, a 130 kilómetros de la frontera con Grecia y 130 kilómetros de la frontera con Turquía. Está ubicada en la proximidad de las ciudades de Yambol y Nova Zagora.

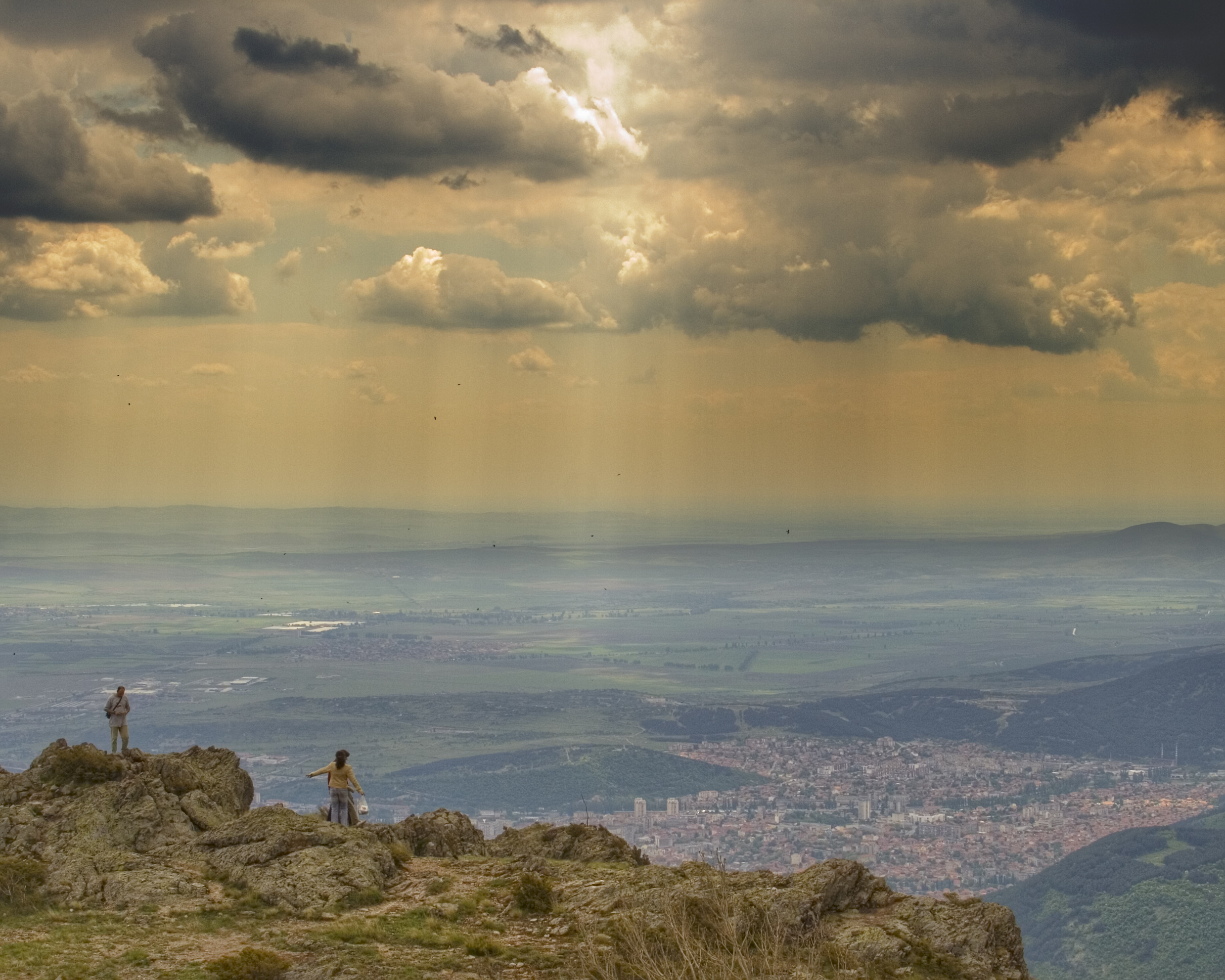
Vista de Sliven en la Llanura tracia superior de los montes Balcanes.

La ciudad es conocida por sus baños minerales cuya agua es utilizada para tratar enfermedades del hígado y el sistema nervioso.

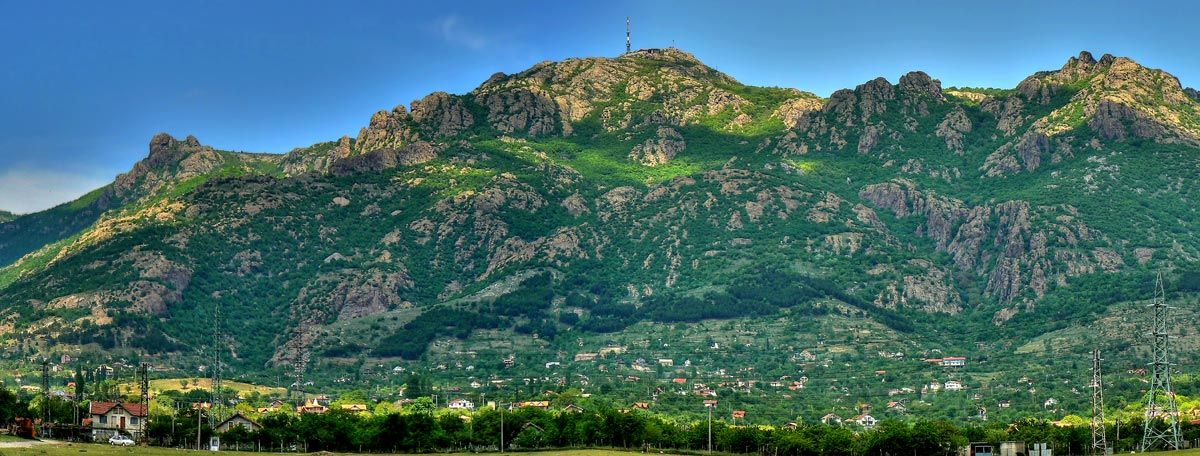
Karandila

La ubicación geográfica más visitada en la ciudad es la Karandila. Es una colina de 1050 metros sobre el nivel del mar, con grandes vistas sobre la ciudad. Karandila es el lugar del festival anual Karakachani, en Bulgaria cada último sábado de agosto.
En ese mismo monte, todos los años la segunda semana de julio se celebra el festival de Karandila, más conocido como Liatna Sluchka.
Karandila está ubicada en el parque natural Sinite Kamäni cuyo pico Bulgarka (1181 metros) es el más alto en la montaña de los Balcanes orientales.

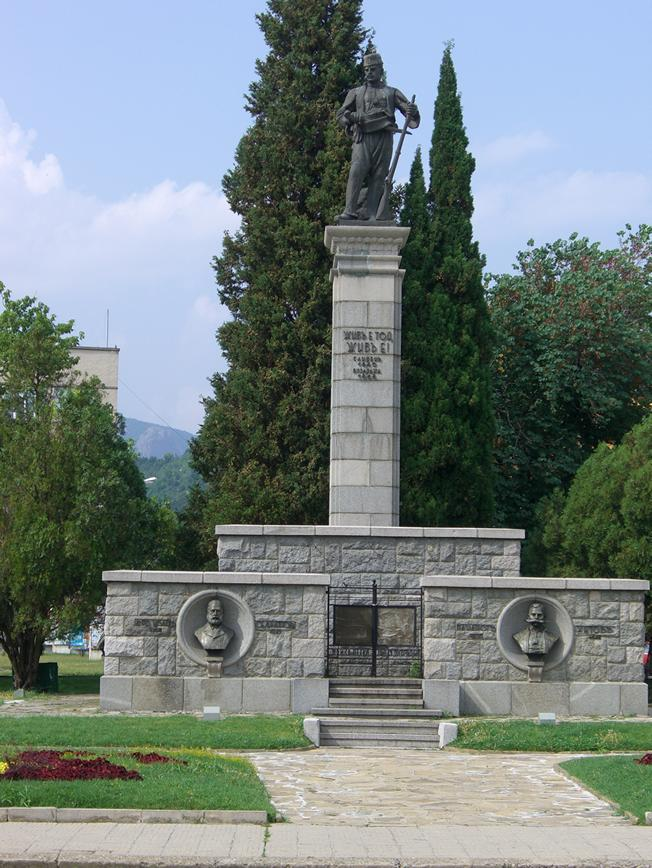
El monumento de Hadzhi Dimitar en Sliven.

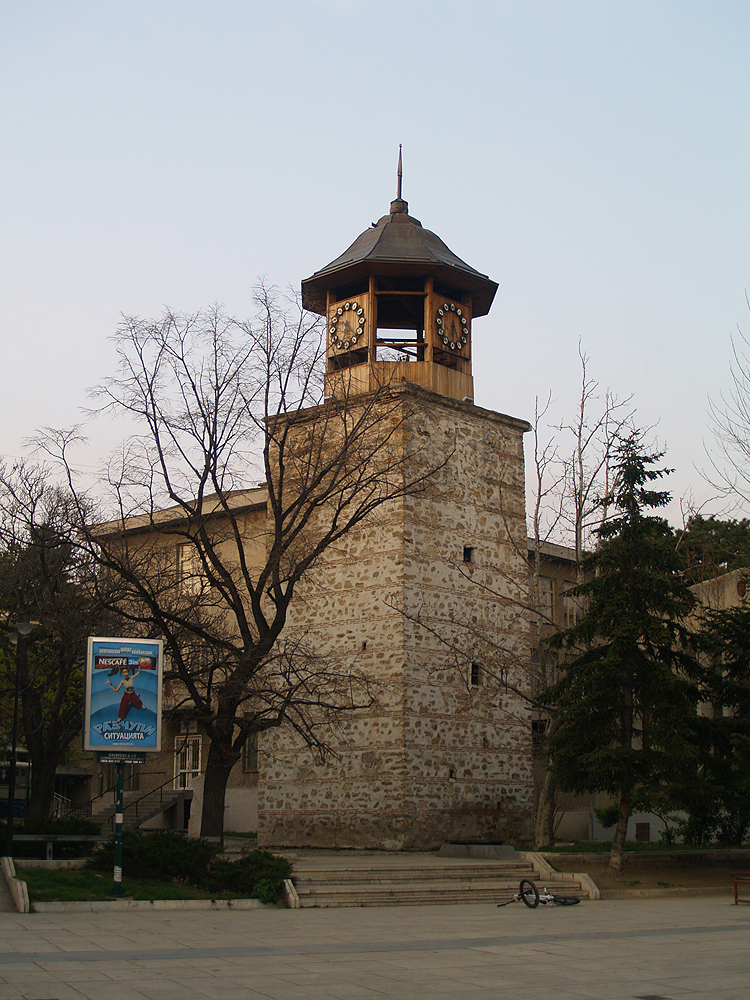
Torre del reloj Sliven, construida en 1808.

El pico Sliven está situado en la isla Livingston en las islas Shetland del Sur de la Antártida lleva su nombre en honor de la ciudad.

## Demografía
| Gráfica de evolución demográfica de Sliven entre 1887 y 2015 |
|                                                              |
| Fuente NSI                                                   |

De acuerdo con el Instituto Nacional de Estadística de Bulgaria, a partir de febrero de 2011, la población total del Municipio de Sliven es de 122.963 habitantes mientras que en la ciudad de Sliven viven 89.848 habitantes. La ciudad es llamada la "capital madre menor" de Europa, con 177 nacimientos en 2008. Gran parte de la población ha estado emigrando a España para el trabajo agrícola, sobre todo de etnia gitana.

### Grupos étnicos
Miembros de los siguientes grupos étnicos son representados en la población de la ciudad:
- Búlgaros (~80 %)
- Turcos
- Armenios
- Judíos
- Gitanos (~15 %). Sliven tiene una de las comunidades ghettos más grandes de sinti y roma en Europa. Cerca de 20 000 personas viven en el hacinamiento y en difíciles condiciones higiénicas.
- Sarakatsani

## Economía
La economía de Sliven se ha centrado en la industria desde principios del siglo XIX. En 1834, Dobri Zhelyazkov estableció la primera fábrica en las tierras de Bulgaria, a partir del desarrollo industrial en Bulgaria. Sliven fue uno de los centros industriales más grandes en Bulgaria, jugando un papel importante durante el renacimiento nacional búlgaro. Tiene tradiciones de larga duración en textiles, maquinaria, fabricación de vidrio, producción química, y las industrias técnicas y de alimentos.
Tras el comienzo del régimen comunista en Bulgaria en 1944, la mayoría de las industrias fueron nacionalizadas y muchos de los edificios industriales fueron impulsadas. La industria continuó desarrollándose hasta la caída del comunismo, al punto que muchas plantas y fábricas cerraron y hubo muy poco desarrollo.
En la época contemporánea, Sliven ha experimentado un gran aumento en la economía con una inversión aumentada, bancos y nuevas industrias han comenzado a surgir. La industria láctea, qué ha estado presente, continúa creciendo y prosperando. La industria del vino, con compañías como Vinprom y Vini Sliven y cerca de una docena más, continúan creciendo mientras las uvas crecen rápidamente debido a las condiciones climáticas. En términos de la industria pesada, Sliven tiene una planta que produce maquinaria utilizada para cortar metales. La ciudad también produce luz eléctrica y maquinaria eléctrica.

## Cultura
Hay muchos edificios en la ciudad construidos en el estilo de la Arquitectura Nacional del Renacimiento, incluyendo la Casa-Museo de Hadzhi Dimitar. Se encuentra en el sur de la ciudad occidental y muestra a los habitantes un complejo de una casa y una posada.

## Clima
| Parámetros climáticos promedio de Sliven  | Parámetros climáticos promedio de Sliven | Parámetros climáticos promedio de Sliven | Parámetros climáticos promedio de Sliven | Parámetros climáticos promedio de Sliven | Parámetros climáticos promedio de Sliven | Parámetros climáticos promedio de Sliven | Parámetros climáticos promedio de Sliven | Parámetros climáticos promedio de Sliven | Parámetros climáticos promedio de Sliven | Parámetros climáticos promedio de Sliven | Parámetros climáticos promedio de Sliven | Parámetros climáticos promedio de Sliven | Parámetros climáticos promedio de Sliven |
| Mes                                       | Ene.                                     | Feb.                                     | Mar.                                     | Abr.                                     | May.                                     | Jun.                                     | Jul.                                     | Ago.                                     | Sep.                                     | Oct.                                     | Nov.                                     | Dic.                                     | Anual                                    |
| ----------------------------------------- | ---------------------------------------- | ---------------------------------------- | ---------------------------------------- | ---------------------------------------- | ---------------------------------------- | ---------------------------------------- | ---------------------------------------- | ---------------------------------------- | ---------------------------------------- | ---------------------------------------- | ---------------------------------------- | ---------------------------------------- | ---------------------------------------- |
| Temp. máx. media (°C)                     | 6                                        | 9                                        | 13                                       | 19                                       | 24                                       | 28                                       | 31                                       | 31                                       | 26                                       | 21                                       | 14                                       | 8                                        | 19.2                                     |
| Temp. media (°C)                          | 3                                        | 5                                        | 9                                        | 14                                       | 19                                       | 23                                       | 25                                       | 25                                       | 21                                       | 16                                       | 10                                       | 4                                        | 14.5                                     |
| Temp. mín. media (°C)                     | -1                                       | 0                                        | 4                                        | 8                                        | 13                                       | 17                                       | 19                                       | 19                                       | 15                                       | 11                                       | 6                                        | 1                                        | 9.3                                      |
| Precipitación total (mm)                  | 46                                       | 42                                       | 33                                       | 34                                       | 60                                       | 51                                       | 51                                       | 41                                       | 70                                       | 50                                       | 35                                       | 59                                       | 572                                      |
| Horas de sol                              | 94                                       | 122                                      | 171                                      | 193                                      | 264                                      | 293                                      | 327                                      | 319                                      | 232                                      | 171                                      | 123                                      | 87                                       | 2401                                     |
| Fuente: World Meteorological Organisation |                                          |                                          |                                          |                                          |                                          |                                          |                                          |                                          |                                          |                                          |                                          |                                          |                                          |

## Personas destacadas
- Dobri Chintulov
- Konstantin Konstantinov
- Sirak Skitnik
- Damyan Damyanov
- Radoi Ralin
- Margarita Hranova
- Violeta Gindeva
- Ivan Slavov
- Kevork Kevorkyan
- Stanka Pencheva
- Georgi Kalaydzhiev
- Vasil Vasilev-Zueka
- Stanka Zlateva
- Tzvetan Stoytchev